# نرسس آتابکیان
نرسس یوریی آتابکیان (ارمنی: Ներսես Յուրիի Աթաբեկյան؛ زادهٔ ۱ ژوئن ۱۹۶۰)  شاعر و مترجم اهل ارمنستان است.

## زندگی‌نامه
وی در ۱ ژوئن ۱۹۶۰ در ایروان به دنیا آمد و از دانشکده فلسفه دانشگاه دولتی ایروان فارغ‌التحصیل گشت. وی برنده جوایزی همچون مدال موسس خورناتسی است. وی از سال ۱۹۹۹ عضو اتحادیه نویسندگان ارمنستان می‌باشد.